# Intro / Comm e semp
Intro / Comm e semp è un singolo del rapper italiano MV Killa e del produttore Yung Snapp, pubblicato il 4 dicembre 2020 come terzo estratto dall'album Hours.

## Tracce
1. Intro / Comm e semp – 2:39

## Video musicale
Il video musicale del brano è stato pubblicato il 4 dicembre 2020 sul canale YouTube di MV Killa.